# Mount Dragovan
Die Dragovan Peak ist mit 2360 m der höchste Gipfel der Apocalypse Peaks im ostantarktischen Viktorialand. Er ragt im westlichen Teil der Gebirgsgruppe westlich des Wreath Valley auf.
Das Advisory Committee on Antarctic Names benannte ihn 2005 nach dem Astronomen Mark W. Dragovan, der 1986 am Bau eines Teleskops auf der Amundsen-Scott-Südpolstation zur Erforschung früher Weltraumstrukturen beteiligt war, die er dort zwischen 1988 und 2000 unternahm.